# Златна арена за музику
Златна арена за музику је награда која се додељује композиторима на филмском фестивалу у Пули.

## Списак добитника

### У време социјалистичке Југославије (1955—1990)
| Година | Добитник           | Филм                                                         |
| ------ | ------------------ | ------------------------------------------------------------ |
| 1955.  | Бојан Адамич       | Њих двојица                                                  |
| 1956.  | Марјан Козина      | Долина миру                                                  |
| 1957.  | Боривоје Симић     | Поп Ћира и поп Спира                                         |
| 1957.  | Бојан Адамич       | Туђа земља                                                   |
| 1958.  | Бојан Адамич       | Кроз грање небо                                              |
| 1959.  | Маријан Липовшек   | Добар стари пијанино                                         |
| 1960.  | Бранимир Сакач     | Девети круг                                                  |
| 1961.  |                    |                                                              |
| 1962.  | Марјан Водопивец*  | Дружински дневник                                            |
| 1963.  | Душан Радић        | Мачак под шлемомЧовек и звер                                 |
| 1964.  | Алјоз Среботњак    | Не јочи, Петер                                               |
| 1965.  | Томица Симовић     | Доћи и остати                                                |
| 1966.  |                    |                                                              |
| 1967.  | Зоран Христић      | Хасанагиница                                                 |
| 1968.  | Миљенко Прохаска   | Гравитација или фантастична младост чиновника Бориса Хорвата |
| 1969.  | Зоран Христић      | Вране Хороскоп                                               |
| 1970.  | Војислав Костић    | Бициклисти Крвава бајка                                      |
| 1971.  | Јоже Прившек       | На кланцу                                                    |
| 1972.  | Корнелије Ковач    | Без                                                          |
| 1973.  | Томислав Зографски | Уклети смо, Ирина                                            |
| 1974.  | Алјоз Среботњак    | Пастирица                                                    |
| 1975.  | Урош Крек          | Прича о добрим људима                                        |
| 1976.  | Алфи Кабиљо        | Сељачка буна 1573                                            |
| 1977.  | Бранислав Таминџић | Бештије                                                      |
| 1978.  | Зоран Симјановић   | Мирис пољског цвећа                                          |
| 1979.  | Булдожер           | Живи били па видјели                                         |
| 1980.  | Корнелије Ковач    | Снови, живот, смрт Филипа Филиповића                         |
| 1981.  | Алфи Кабиљо        | Бановић Страхиња                                             |
| 1982.  | Башким Шеху        |                                                              |
| 1983.  | Зоран Симјановић   | Балкан експрес                                               |
| 1984.  | Бране Живковић     | У раљама живота                                              |
| 1985.  | Живан Цвитковић    | Хорватов избор                                               |
| 1986.  | Љупчо Константинов | Срећна нова '49                                              |
| 1987.  | Јанез Грегорц      | Љубави Бланке Колак                                          |
| 1988.  | Ђон Ђевљекај       |                                                              |
| 1989.  | Арсен Дедић        | Донатор                                                      |
| 1990.  | Горан Бреговић     | Глуви барут                                                  |

### У време независне Хрватске (1992-данас)
| Година | Победник                                                | Филм                                 |
| ------ | ------------------------------------------------------- | ------------------------------------ |
| 1991.  | Фестивал није одржан.                                   | Фестивал није одржан.                |
| 1992.  | Давор Роко                                              | Вријеме ратника                      |
| 1993.  | Игор Куљерић                                            | Контеса Дора                         |
| 1994.  | Свечана додела награда није одржана.                    | Свечана додела награда није одржана. |
| 1995.  | Зринко Тутић                                            | Путовање кроз мрачну хемисферу       |
| 1996.  | Давор Роко                                              | Препознавање                         |
| 1997.  | Арсен Дедић                                             | Понт Неуф                            |
| 1998.  | Зринко Тутић                                            | Кад мртви запјевају                  |
| 1999.  | Ђело Јусић                                              | Дубровачки сутон                     |
| 2000   | Мате Матишић                                            | Маршал                               |
| 2001   | Давор Роко                                              | Полагана предаја                     |
| 2002.  | Далибор Павичић                                         | Презимити у Рију                     |
| 2003.  | Мате Матишић                                            | Свједоци                             |
| 2004.  | Игор Куљерић                                            | Дуга мрачна ноћ                      |
| 2005.  | Дарко Хајсек                                            | Снивај, злато моје                   |
| 2006.  | Тамара Обровац                                          | Што је мушкарац без бркова           |
| 2007.  | Андрија Милић                                           | Живи и мртви                         |
| 2008.  | Мате Матишић                                            | Ничији син                           |
| 2009.  | Срђан Гулић                                             | Кењац                                |
| 2010.  | Алфи Кабиљо , Алан Бјелински                            | Нека остане међу нама                |
| 2011.  | Дринко Апелт                                            | Коко и духови                        |
| 2012.  | Станко Ковачић , Дамир Мартиновић , Иванка Мазуркијевић | Соња и бик                           |
| 2013.  | Јуре Ферина, Павле Михољевић                            | Шути                                 |
| 2014.  | Лука Зима                                               | Загреб Капућино                      |
| 2015.  | Tехо Теадро                                             | Ти мене носиш                        |
| 2016.  | Rundek Cargo Trio                                       | Генерација '68                       |
| 2017.  | Ален и Ненад Синкауз                                    | Горан                                |
| 2018.  | Ален и Ненад Синкауз                                    | Осми повјереник                      |
| 2019.  | Ален и Ненад Синкауз                                    | Дневник Диане Будисављевић           |
| 2020.  | Игор Паро                                               | Риболов и жалбе на риболов           |
| 2021.  | Ален и Ненад Синкауз                                    | Зора                                 |
| 2022.  |                                                         | Није додељен                         |

### Занимљивости
- Тамара Обровац је прва жена која је освојила Златну арену у овој категорији. Освојила га је 2006. године за музику у филму " Што је мушкарац без бркова? " .
- 34 године је најдужи распон између прве и последње освојене Златне арене за појединца у овој категорији. Рекорд држи Алфи Кабиљо који је прву Златну арену освојио 1976, а последњу 2010 .
- За 65 година колико се Златна арена додељује у овој категорији, жене су је освојиле само два пута. То су Тамара Обровац (2006) и Иванка Мазуркијевић (2012).